# 克里沃羅格克里夫巴斯足球俱樂部
克里沃羅格克里夫巴斯足球俱樂部（烏克蘭語：Футбольний Клуб Кривбас Кривий Ріг），曾是烏克蘭的一家足球俱樂部，主場位於克里沃羅格。球隊參加烏克蘭足球超級聯賽的賽事。
该俱乐部直至2013年参加职业足球联赛。2013年俱乐部破产并被踢出烏克蘭足球超級聯賽。2014年试图重组但未成功。2015年终又重组。2020年俱乐部与克里維里赫希爾尼克足球會合并，而后者采用了克里夫巴斯的商标。